# Коричневое печенье

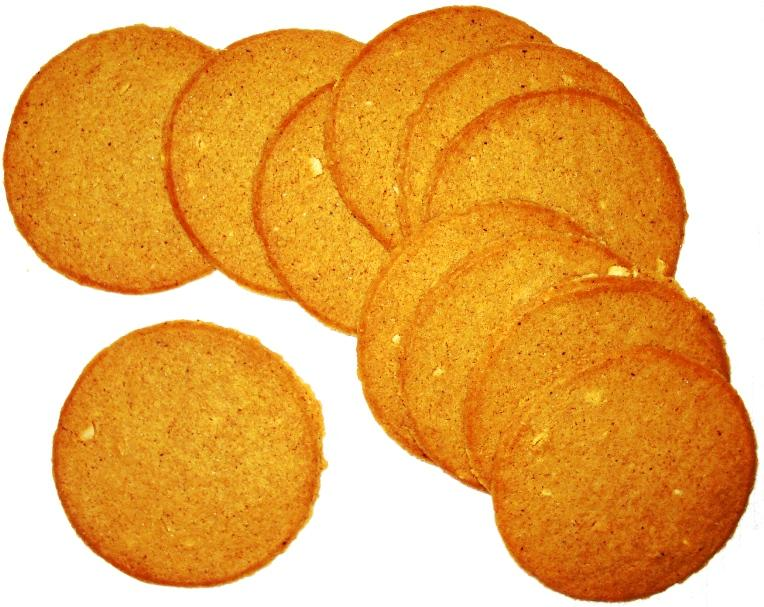
«Гельголандские орехи»

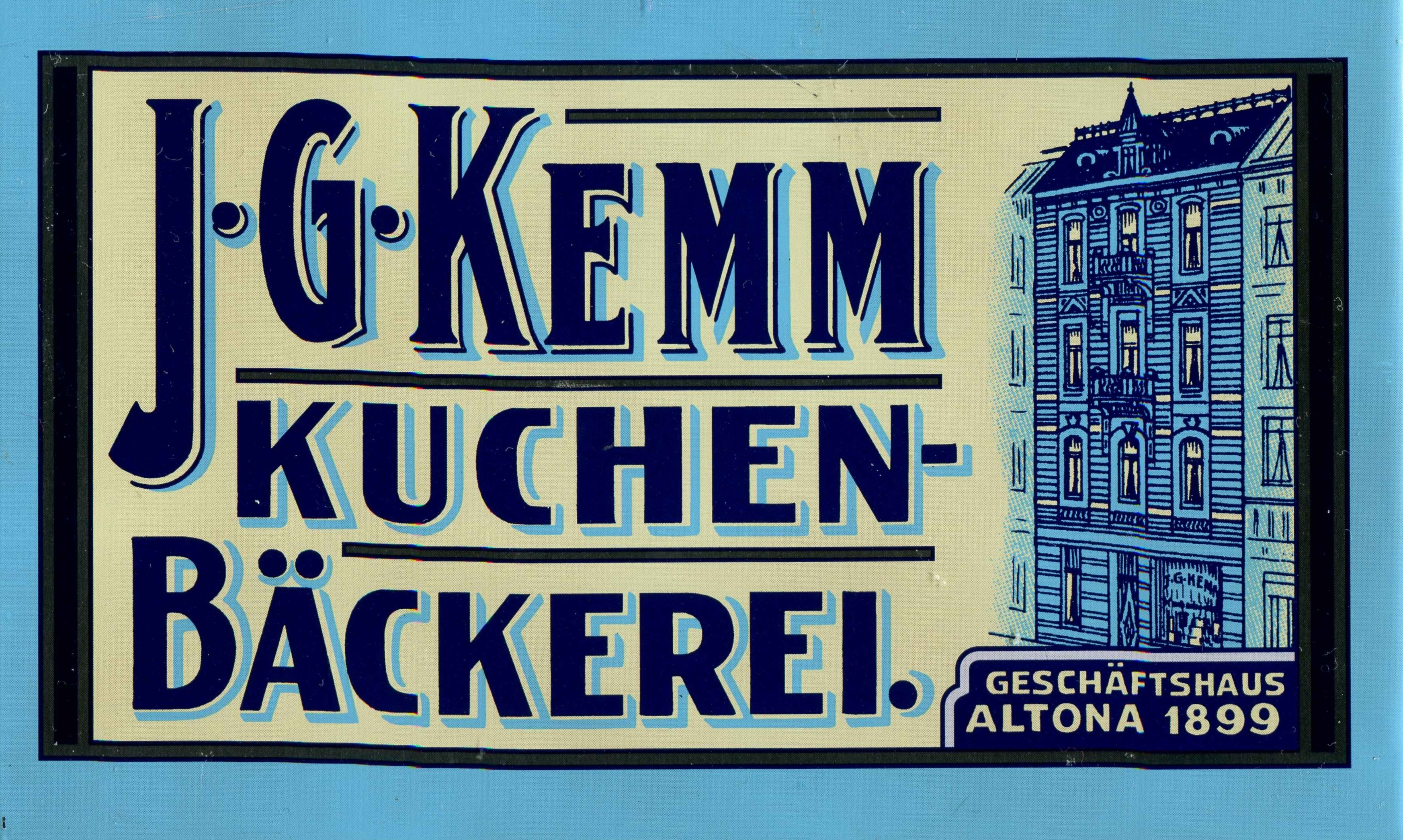
Логотип компании J. G. Kemm GmbH

Уже были таинственно закрыты двери в большую столовую, уже к столу начали подавать марципан и коричневые пряники... И на улицах тоже стояло рождество.
Коричневое печенье (коричневые пряники (нем. braune Kuchen — букв. «коричневые пироги»), кеммово печенье (нем. Kemm'sche Kuchen)) — популярный на Севере Германии и в Скандинавии сорт мелкоштучных хлебобулочных изделий, твёрдое печенье тёмного цвета, изготавливаемое из смеси пшеничной и ржаной муки на мёду, сахарном сиропе и с пряностями — гвоздикой, корицей и пиментой. Типичный специалитет Гамбурга.
Рецепт коричневого печенья придумал в 1782 году альтонский кондитер Иоганн Георг Кемм, предположительно пытавшийся приспособить пряники под морскую провизию по образцу сухарей. Ныне почти забытый «гамбургский завтрак» представлял собой бутерброд с кеммовым печеньем на половинке круглой пшеничной булочки, смазанной сливочным маслом. Предприятие Кемма находилось в собственности семьи до 1889 года. В 1903 году ручное производство коричневого печенья трансформировалось в настоящую фабрику в гамбургском районе Локштедт. После Второй мировой войны фабрика коричневого печенья восстановила производство в 1948 году. В 1992 году компания J. G. Kemm GmbH прекратила существование. В 1994 году права на торговую марку Kemm приобрела компания Wilhelm Gruyter.
Наряду с пряниками, плецхен и марципаном является традиционным сладким угощением в Германии на Рождество. Коричневое печенье упоминается в рождественской главе романа Томаса Манна «Будденброки». Коричневое печенье круглой формы носит название «гельголандские орехи». Гамбургское коричневое печенье имеет прямоугольную форму, а в его рецепт входят пряничная смесь специй, «сухие духи». Коричневое печенье хранят в плотно закрытых жестяных банках.